# Club Atlético Aldosivi
Il Club Atlético Aldosivi, o semplicemente Aldosivi, è una società calcistica argentina con sede nella città di Mar del Plata, nella provincia di Buenos Aires. Dal 2025 milita in Primera División, la massima serie del calcio argentino.

## Storia
Il club è stato fondato il 29 marzo 1913 da operai portuali e da pescatori italiani, in particolare del sud, e principalmente siracusani. Questo spiega anche il motivo del simbolo dello squalo (el tiburòn in spagnolo). Il nome fu scelto unendo le sillabe iniziali dei cognomi degli ingegneri che stavano costruendo il porto locale: Allard, Doulfus, Sillard e Wiriott. Si formò il nome Aldosiwi, con la lettera w ispanizzata in v, e nacque ufficialmente il Club Atlético Aldosivi.
Inizialmente, i colori sociali erano azzurro, bianco e rosso, per poi adottare il giallo e il verde, mantenuti fino a oggi.
Fino al 1970 l'Aldosivi militò nelle divisioni locali di Mar del Plata. Nel 1979, a seguito di gravi problemi finanziari, vi fu la fusione con altri due club locali, il Banfield e il Talleres, e il nuovo club fu chiamato Defensores del Puerto, ma riacquisì la denominazione Aldosivi dopo soli due anni.
Nel 1995 approda al Torneo Argentino A, divisione regionale della terza serie argentina. Nel 1996 viene promosso in Primera B Nacional, nella quale disputa 4 stagioni, prima di tornare in terza serie nel 2000. Dopo un altro periodo di 5 anni, torna in seconda divisione nel 2005.
Nel 2014 si classifica quinto in rimonta a pari punti con Nueva Chicago e Gimnasia de Jujuy. Costretto a giocare un triangolare per decidere quali delle due squadre su tre saliranno in Primera División, impatta zero a zero con Los Toritos de Mataderos nella prima giornata, per poi imporsi per una rete a zero nella seconda e decisiva gara contro il Gimnasia e ottenere l'accesso definitivo alla massima categoria.

## Palmarès

### Competizioni nazionali
- Torneo Argentino A: 1

2005
- Primera B Nacional: 2

2017-2018, 2024

### Altri piazzamenti
- Primera B Nacional:

Terzo posto: 1997-1998

## Organico

### Rosa 2025
Aggiornata al 25 luglio 2025.
| N. |                      | Ruolo | Calciatore         |
| -- | -------------------- | ----- | ------------------ |
| 1  | Argentina (bandiera) | P     | Jorge Carranza     |
| 2  | Argentina (bandiera) | D     | Tomás Kummer       |
| 3  | Argentina (bandiera) | D     | Ignacio Guerrico   |
| 4  | Argentina (bandiera) | D     | Rodrigo González   |
| 5  | Argentina (bandiera) | C     | Roberto Bochi      |
| 6  | Argentina (bandiera) | D     | Gonzalo Mottes     |
| 7  | Argentina (bandiera) | A     | Natanael Guzmán    |
| 8  | Argentina (bandiera) | C     | Tiago Serrago      |
| 9  | Uruguay (bandiera)   | A     | Emiliano Rodríguez |
| 10 | Argentina (bandiera) | C     | Matías García      |
| 11 | Argentina (bandiera) | A     | Agustín Palavecino |
| 15 | Argentina (bandiera) | D     | Santiago Laquidain |
| 17 | Argentina (bandiera) | P     | Sebastián Moyano   |
| 18 | Ecuador (bandiera)   | C     | Ayrton Preciado    |
| 19 | Argentina (bandiera) | A     | Franco Rami        |

| N. |                      | Ruolo | Calciatore          |
| -- | -------------------- | ----- | ------------------- |
| 20 | Argentina (bandiera) | D     | Yonathan Cabral     |
| 21 | Argentina (bandiera) | C     | Tobías Leiva        |
| 22 | Argentina (bandiera) | A     | Facundo De La Vega  |
| 23 | Argentina (bandiera) | D     | Gabriel Paredes     |
| 25 | Argentina (bandiera) | D     | Néstor Breitenbruch |
| 27 | Uruguay (bandiera)   | C     | Federico Gino       |
| 28 | Paraguay (bandiera)  | D     | Fernando Román      |
| 29 | Argentina (bandiera) | C     | Marcelo Esponda     |
| 33 | Siria (bandiera)     | A     | Tobías Cervera      |
| 40 | Argentina (bandiera) | C     | Justo Giani         |
| 41 | Argentina (bandiera) | P     | Nahuel González     |
| 44 | Argentina (bandiera) | D     | Giuliano Cerato     |
| 51 | Argentina (bandiera) | C     | Martín García       |
| 55 | Argentina (bandiera) | D     | Santiago Moya       |
| 80 | Argentina (bandiera) | C     | Lautaro Chávez      |

### Rosa 2020-2021
Aggiornata al 30 settembre 2020.
| N. |                      | Ruolo | Calciatore        |
| -- | -------------------- | ----- | ----------------- |
| 1  | Argentina (bandiera) | P     | Luciano Pocrnjic  |
| 3  | Paraguay (bandiera)  | D     | Mario López       |
| 5  | Argentina (bandiera) | C     | Gastón Gil Romero |
| 6  | Argentina (bandiera) | D     | Jonathan Schunke  |
| 7  | Argentina (bandiera) | A     | Federico Andrada  |
| 8  | Argentina (bandiera) | C     | Javier Iritier    |
| 9  | Argentina (bandiera) | A     | Rodrigo Contreras |
| 10 | Argentina (bandiera) | C     | Francisco Grahl   |
| 11 | Argentina (bandiera) | A     | Lautaro Rinaldi   |
| 13 | Argentina (bandiera) | D     | Emanuel Insúa     |
| 14 | Argentina (bandiera) | D     | Federico Milo     |
| 16 | Argentina (bandiera) | C     | Jonathan Zacaría  |
| 17 | Argentina (bandiera) | A     | Lucas Di Yorio    |
| 18 | Argentina (bandiera) | C     | Franco Perinciolo |
| 19 | Paraguay (bandiera)  | D     | Marcos Miers      |
| 20 | Argentina (bandiera) | C     | Malcom Braida     |
| 21 | Argentina (bandiera) | D     | Emanuel Iñiguez   |

| N. |                      | Ruolo | Calciatore          |
| -- | -------------------- | ----- | ------------------- |
| 24 | Argentina (bandiera) | C     | Gastón Lodico       |
| 25 | Argentina (bandiera) | C     | Nahuel Yeri         |
| 26 | Argentina (bandiera) | D     | Emiliano Insúa      |
| 27 | Argentina (bandiera) | C     | Matías Villarreal   |
| 28 | Paraguay (bandiera)  | D     | Fernando Román      |
| 29 | Argentina (bandiera) | A     | Uriel Ramírez       |
| 32 | Argentina (bandiera) | A     | Pablo Becker        |
| 33 | Argentina (bandiera) | C     | Leandro Maciel      |
| 35 | Argentina (bandiera) | P     | Fabián Assmann      |
| 36 | Argentina (bandiera) | C     | Joaquín Indacoechea |
| 41 | Argentina (bandiera) | C     | Manuel Panaro       |
|    | Argentina (bandiera) | C     | Lautaro Guzmán      |
|    | Argentina (bandiera) | C     | Franco Pérez        |
|    | Argentina (bandiera) | D     | Franco Ortellado    |
|    | Argentina (bandiera) | D     | Santiago Laquidain  |
|    | Argentina (bandiera) | C     | Patricio Núñez      |

### Rosa 2019-2020
Aggiornata al 31 agosto 2019.
| N. |                      | Ruolo | Calciatore           |
| -- | -------------------- | ----- | -------------------- |
| 1  | Argentina (bandiera) | P     | Luciano Pocrnjic     |
| 2  | Argentina (bandiera) | D     | Cain Fara            |
| 3  | Paraguay (bandiera)  | D     | Mario López Quintana |
| 5  | Argentina (bandiera) | C     | Gastón Gil Romero    |
| 6  | Argentina (bandiera) | D     | Leonel Galeano       |
| 7  | Argentina (bandiera) | A     | Nazareno Solís       |
| 8  | Uruguay (bandiera)   | C     | Federico Gino        |
| 9  | Argentina (bandiera) | A     | Rodrigo Contreras    |
| 10 | Argentina (bandiera) | A     | Federico Andrada     |
| 11 | Colombia (bandiera)  | A     | Hernán Burbano       |
| 13 | Argentina (bandiera) | C     | Alan Ruiz            |
| 14 | Colombia (bandiera)  | A     | Sebastián Rincón     |
| 15 | Argentina (bandiera) | C     | Román Martínez       |
| 16 | Argentina (bandiera) | D     | Leonardo Sánchez     |
| 18 | Argentina (bandiera) | C     | Facundo Bertoglio    |
| 19 | Paraguay (bandiera)  | D     | Marcos Miers         |
| 20 | Argentina (bandiera) | D     | Fernando Evangelista |
| 21 | Argentina (bandiera) | D     | Emanuel Iñiguez      |

| N. |                      | Ruolo | Calciatore          |
| -- | -------------------- | ----- | ------------------- |
| 22 | Argentina (bandiera) | C     | Francisco Grahl     |
| 23 | Argentina (bandiera) | D     | Lucas Villalba      |
| 24 | Argentina (bandiera) | D     | Emanuel Insúa       |
| 25 | Argentina (bandiera) | C     | Nahuel Yeri         |
| 26 | Argentina (bandiera) | D     | Leandro Sapetti     |
| 27 | Argentina (bandiera) | D     | Nicolás Bazzana     |
| 29 | Argentina (bandiera) | A     | Gonzalo Verón       |
| 30 | Argentina (bandiera) | A     | Franco Pérez        |
| 31 | Argentina (bandiera) | P     | Luis Ingolotti      |
| 32 | Argentina (bandiera) | A     | Pablo Becker        |
| 33 | Argentina (bandiera) | C     | Leandro Maciel      |
| 35 | Argentina (bandiera) | P     | Fabián Assmann      |
| 36 | Argentina (bandiera) | C     | Joaquín Indacoechea |
| 39 | Argentina (bandiera) | A     | Yoel Juárez         |
| 40 | Argentina (bandiera) | A     | Facundo Tobares     |
| 42 | Argentina (bandiera) | A     | Jonathan Zarate     |
| 43 | Argentina (bandiera) | A     | Ignacio Artola      |
|    | Argentina (bandiera) | A     | Lucas Di Yorio      |

### Rosa 2018-2019
| N. |                      | Ruolo | Calciatore          |
| -- | -------------------- | ----- | ------------------- |
| 1  | Argentina (bandiera) | P     | Luciano Pocrnjic    |
| 2  | Colombia (bandiera)  | D     | Jefferson Mena      |
| 4  | Argentina (bandiera) | D     | Ismael Quílez       |
| 5  | Argentina (bandiera) | C     | Dardo Miloc         |
| 6  | Argentina (bandiera) | D     | Leonel Galeano      |
| 7  | Argentina (bandiera) | C     | Antonio Medina      |
| 7  | Argentina (bandiera) | A     | Denis Stracqualursi |
| 8  | Argentina (bandiera) | C     | Juan Daniel Galeano |
| 9  | Argentina (bandiera) | A     | Fernando Telechea   |
| 10 | Argentina (bandiera) | C     | Matías Pisano       |
| 11 | Argentina (bandiera) | C     | Cristian Chávez     |
| 15 | Argentina (bandiera) | C     | Fernando Godoy      |
| 16 | Argentina (bandiera) | D     | Leonardo Sánchez    |
| 18 | Argentina (bandiera) | C     | Javier Iritier      |
| 19 | Argentina (bandiera) | C     | Facundo Castillón   |
| 21 | Argentina (bandiera) | D     | Emanuel Iñiguez     |
| 22 | Argentina (bandiera) | D     | Manuel Capasso      |
| 23 | Argentina (bandiera) | D     | Lucas Villalba      |

| N. |                      | Ruolo | Calciatore         |
| -- | -------------------- | ----- | ------------------ |
| 25 | Argentina (bandiera) | C     | Nahuel Yeri        |
| 26 | Argentina (bandiera) | D     | Leandro Sapetti    |
| 28 | Argentina (bandiera) | C     | Iván Colman        |
| 29 | Uruguay (bandiera)   | C     | Federico Gino      |
| 30 | Argentina (bandiera) | A     | Franco Pérez       |
| 31 | Argentina (bandiera) | P     | Luis Ingolotti     |
| 32 | Argentina (bandiera) | D     | Emiliano Amor      |
| 35 | Argentina (bandiera) | P     | Fabián Assmann     |
| 36 | Argentina (bandiera) | C     | Emiliano Ozuna     |
| 39 | Argentina (bandiera) | A     | Yoel Juárez        |
| 87 | Argentina (bandiera) | C     | Ezequiel Videla    |
| 99 | Argentina (bandiera) | A     | Alan Ruiz          |
|    | Argentina (bandiera) | D     | Lucas Kruspzky     |
|    | Argentina (bandiera) | C     | Luciano Perdomo    |
|    | Argentina (bandiera) | A     | Lucas Di Yorio     |
|    | Argentina (bandiera) | C     | Ramiro Garay       |
|    | Argentina (bandiera) | C     | Juan Ignacio Silva |
|    | Argentina (bandiera) | C     | Francisco Leonardo |

### Rosa 2017-2018
| N. |                      | Ruolo | Calciatore            |
| -- | -------------------- | ----- | --------------------- |
|    | Argentina (bandiera) | P     | Luis Ingolotti        |
|    | Argentina (bandiera) | P     | Matías Vega           |
|    | Argentina (bandiera) | P     | Sebastián Moyano      |
|    | Argentina (bandiera) | D     | Maximiliano Velázquez |
|    | Argentina (bandiera) | D     | Iván Centurión        |
|    | Argentina (bandiera) | D     | Ismael Quílez         |
|    | Argentina (bandiera) | D     | Lucas Kruspzky        |
|    | Argentina (bandiera) | D     | Nahuel Yeri           |
|    | Argentina (bandiera) | D     | Franco Canever        |
|    | Argentina (bandiera) | D     | Ezequiel Parnisari    |
|    | Argentina (bandiera) | D     | Alan Alegre           |
|    | Argentina (bandiera) | D     | Emanuel Iñiguez       |
|    | Argentina (bandiera) | C     | Leandro Somoza        |
|    | Argentina (bandiera) | C     | Diego Villar          |
|    | Argentina (bandiera) | C     | Antonio Medina        |

| N. |                      | Ruolo | Calciatore           |
| -- | -------------------- | ----- | -------------------- |
|    | Argentina (bandiera) | C     | Roberto Brum         |
|    | Argentina (bandiera) | C     | Iván Pérez           |
|    | Argentina (bandiera) | C     | Federico Domínguez   |
|    | Argentina (bandiera) | C     | Arnaldo González     |
|    | Argentina (bandiera) | C     | Emiliano Ellacopulos |
|    | Argentina (bandiera) | C     | Nahuel Pájaro        |
|    | Argentina (bandiera) | A     | Cristian Chávez      |
|    | Argentina (bandiera) | A     | Fernando Telechea    |
|    | Argentina (bandiera) | A     | Esteban Orfano       |
|    | Colombia (bandiera)  | A     | William Palacio      |
|    | Argentina (bandiera) | A     | Nicolás Franco       |
|    | Argentina (bandiera) | A     | Lucas Di Yorio       |
|    | Argentina (bandiera) | A     | Jonatan Benedetti    |
|    | Argentina (bandiera) | A     | Francisco Leonardo   |

### Rose delle stagioni precedenti
- 2011-2012